# Remigiusz Koniecpolski
Remigiusz Koniecpolski herbu Pobóg (ur. 1596, zm. 26 października 1640) – sekretarz królewski Zygmunta III Wazy, administrator opactwa jędrzejowskiego, opat jędrzejowski i biskup chełmski (17 maja 1627 – 26 października 1640), przedstawiciel dyplomatyczny Rzeczypospolitej w Państwie Kościelnym w 1624 roku.

## Pochodzenie
Urodzony w magnackiej rodzinie Koniecpolskich, syn Aleksandra Koniecpolskiego i Anny z domu Sroczyckiej, córki wojewody kamienieckiego Stanisława.
Braćmi Remigiusza byli;
- Jan Koniecpolski (ok. 1600–1661) – wojewoda sieradzki
- Krzysztof Koniecpolski (ok. 1600-1659?) – wojewoda bełski 1641, chorąży koronny,
- Stanisław Koniecpolski (ok. 1594–1646) – hetman wielki koronny
- Przedbór Koniecpolski (zm. w 1611).

Miał też cztery siostry: Anna Aleksandra Koniecpolska – żona księcia rzymskiego Kacpra Dönhoffa, Eufrozyna Koniecpolska – żona starostów sieradzkich Jan Bykowskiego, a potem Jana Wężyka, Leonarda i Barbara.

## Kariera
Po przyjęciu święceń kapłańskich, otrzymał opactwo w Jędrzejowie. Jako opat rozpoczął starania o kanonizację Wincentego Kadłubka. Jako ksiądz w Skierbieszowie w roku 1619 powiększając fundusze miasta wpłynął na wyniesienie go do stopnia prepozytury. Za swoje zasługi z pominięciem szczebli pośrednich od 17 maja 1627 został biskupem chełmskim. Ponieważ sprawował równocześnie godności senatorskie, sprawami diecezji prawie się nie zajmował, oddając się natomiast bez reszty służbie krajowi. Zarządzał diecezji w jego imieniu ks. Jan Sasin, kanonik chełmski i proboszcz skierbieszowski, który na polecenie Koniecpolskiego dokonał między innymi wizytacji całej diecezji.
Remigiusz Koniecpolski był fundatorem kaplicy, np. w Gorzędowie. Konsekrował kościoły m.in. w m. Cierno w roku 1627.
21 czerwca 1632 zwrócił się do konsystorza w Krakowie o zezwolenie na elewację szczątków bp. Wincentego Kadłubka, co dokonał 19 sierpnia 1633 r. W 1637 roku został wyznaczony senatorem rezydentem.
Zmarł w październiku 1640 r. Pochowany w kościele św. Trójcy w Koniecpolu.